# Faculté des sciences sociales et politiques de l'université libre de Bruxelles
Vous pouvez aider à l'améliorer ou bien discuter des problèmes sur sa page de discussion.
- Il ne s’appuie pas, ou pas assez, sur des sources secondaires ou tertiaires. (Marqué depuis janvier 2017)
- Il est à actualiser. Certains passages sont obsolètes ou annoncent des événements désormais passés. (Marqué depuis août 2015)

- Archive Wikiwix
- Bing
- Cairn
- DuckDuckGo
- E. Universalis
- Gallica
- Google
- G. Books
- G. News
- G. Scholar
- Persée
- Qwant
- (zh) Baidu
- (ru) Yandex
- (wd) trouver des œuvres sur Wikidata

La faculté des sciences sociales et politiques était entre 2010 et 2015 une faculté de l'université libre de Bruxelles (ULB), en Belgique.

## Histoire
Alors mieux connue sous le nom de SOCO, la faculté fut créée en 1946 par la réunion de l'École de commerce Solvay, fondée en 1903, et de l'École des sciences politiques et sociales (issue en 1899 de l'enseignement spécial des sciences politiques et sociales qui avait été établi en 1889). Elle fut dotée d'une structure unitaire en 1964, la Faculté des sciences sociales et politiques - Solvay Brussels School of Economics and Management.
La faculté prend une nouvelle orientation en 2010 en donnant naissance à deux nouvelles entités facultaires : la Solvay Brussels School of Economics and Management (SBS-EM) et la faculté des sciences sociales et politiques (FSP). Cette dernier disparait en 2015.
La faculté est représentée et supervisée par un Doyen pour un mandat d'une durée de quatre années académiques. Le Doyen actuel est Jean-Michel De Waele, Professeur en science politique, ancien directeur du Centre d'étude de la vie politique CEVIPOL.

## Description
Avec près de 2 700 étudiants[réf. souhaitée], la FSP est l'une des plus grandes facultés de l'université. Elle est structurée autour de deux départements : celui de science politique et celui des sciences sociales et des sciences du travail.

## Bureau étudiants de la faculté
Chaque faculté possède son bureau étudiant. Le BEFSP est celui de faculté des Sciences sociales et politiques.
Le BEFSP est une association étudiante qui regroupe les délégués étudiants et des bénévoles et représente les étudiants des programmes de la faculté. Le bureau informe et organise des activités. Son objectif est de faciliter et d'améliorer la vie étudiante : vente de syllabi et des résumés à un moindre coût, organisation d'un drink de parrainage, organisation de la Jobday, de conférences, de la cérémonie de proclamation des diplômés, etc. Le BEFSP représente et défend également les étudiants de la faculté. Les délégués étudiants issus de la faculté siégeant aux divers niveaux de l’université aident à défendre les intérêts des étudiants, que ce soit au Conseil d’administration de l’ULB, au Conseil facultaire, dans les Conseils de départements.

## Le Cercle des étudiants en sciences politiques et sociales
Le CPS, Cercle des étudiants en sciences politiques et sociales est un cercle folklorique qui propose une série d'activités en rapport avec le folklore ULBiste : organisation du baptême estudiantin, de Thés dansants (TD), de tournées de cercles pendant les mois précédant la Saint-V, soutien de la guilde Horus qui organise des cantus (activités durant lesquelles les étudiants chantent la gloire du dieu égyptien et de son incarnation terrestre, le pharaon), etc. Le CPS organise diverses activités : vente de notes de cours, publication du journal "Le Laurier" distribué gratuitement aux étudiants, organisation du bal facultaire annuel (le "Bal jaune"), organisation de sports d'hiver après la première salve d'examens en janvier, de conférences et sorties culturelles.

## L'ASPEBR
L'ASPEBR est l'association qui regroupe les anciens étudiants en sciences politiques et sociales et organise de nombreuses activités.